# KILLER TUNE/PLAY THE STAR GUITAR
「KILLER TUNE/PLAY THE STAR GUITAR」（キラー チューン/プレイ ザ スター ギター）は、日本のバンドストレイテナーのメジャー3枚目のシングルである。2004年12月1日発売。発売元は東芝EMI。

## 概要
- 前作から10ヶ月ぶりとなるシングル。
- CD EXTRA仕様。「KILLER TUNE」のレコーディングクリップ収録。

## 収録曲
1. KILLER TUNE(3:12)
作詞・作曲：ホリエアツシ、編曲：ストレイテナー
歌詞の英単語の最初の文字が「A」から「K」のアルファベット順になるように並べられている。
なお、「L」以降は「BERSERKER TUNE」で利用されている。
『TITLE』には「Natural Born Killer Tune Mix」として収録されており、ライブでもこちらのバージョンで演奏される事が多い。
2. PLAY THE STAR GUITAR(3:07)
作詞・作曲：ホリエアツシ、編曲：ストレイテナー
セルフカバーアルバム『STOUT』では4人編成で再録された。

## 収録アルバム
1. KILLER TUNE
『TITLE』（Natural Born Killer Tune Mix）
2. PLAY THE STAR GUITAR
『TITLE』
『STOUT』（「STOUT ver.」）